# 疏腺茶藨子
疏腺茶藨子（学名：Ribes himalense var. glandulosum）为虎耳草科茶藨子属下的一个变种。

## 扩展阅读
- 維基物種上的相關：疏腺茶藨子